# Parque nacional Pukaskwa
El parque nacional Pukaskwa es un parque nacional situado al sur de la ciudad de Marathon, Ontario, en el distrito de Thunder Bay el norte de Ontario, Canadá. Fundada en 1978, Pukaskwa es conocida por sus vistas al Lago Superior y los bosques boreales. El parque cubre un área de 1878 km² y es el parque nacional más grande en Ontario.
Hay un camping en Hattie Cove ubicado en el extremo norte del parque que se puede acceder a través de la autopista 627, la única carretera de acceso al parque. También hay una serie de Campamentos backcountry situados a lo largo de un sendero que sigue la costa norte del Lago Superior.
En los bosques del parque se pueden encontrar pequeñas poblaciones caribú. También hay osos negro, alces, linces de Canadá y lobos grises.
Algunos ríos en el parque son:
- Río Pukaskwa
- Río Cascada
- Río Smallow
- Río Blanco
- Río Willow

El punto más alto del parque es el Pico Tip Top, y se trata del tercer punto más alto de Ontario.
Las estructuras rocosas milenarias conocidas como Pukaskwa Pits que fueron creadas por los habitantes originales de esta zona se pueden encontrar en muchas de las playas del parque, que debe su nombre al río Pukaskwa.